# كاليفورنيا كولر (خزانة)

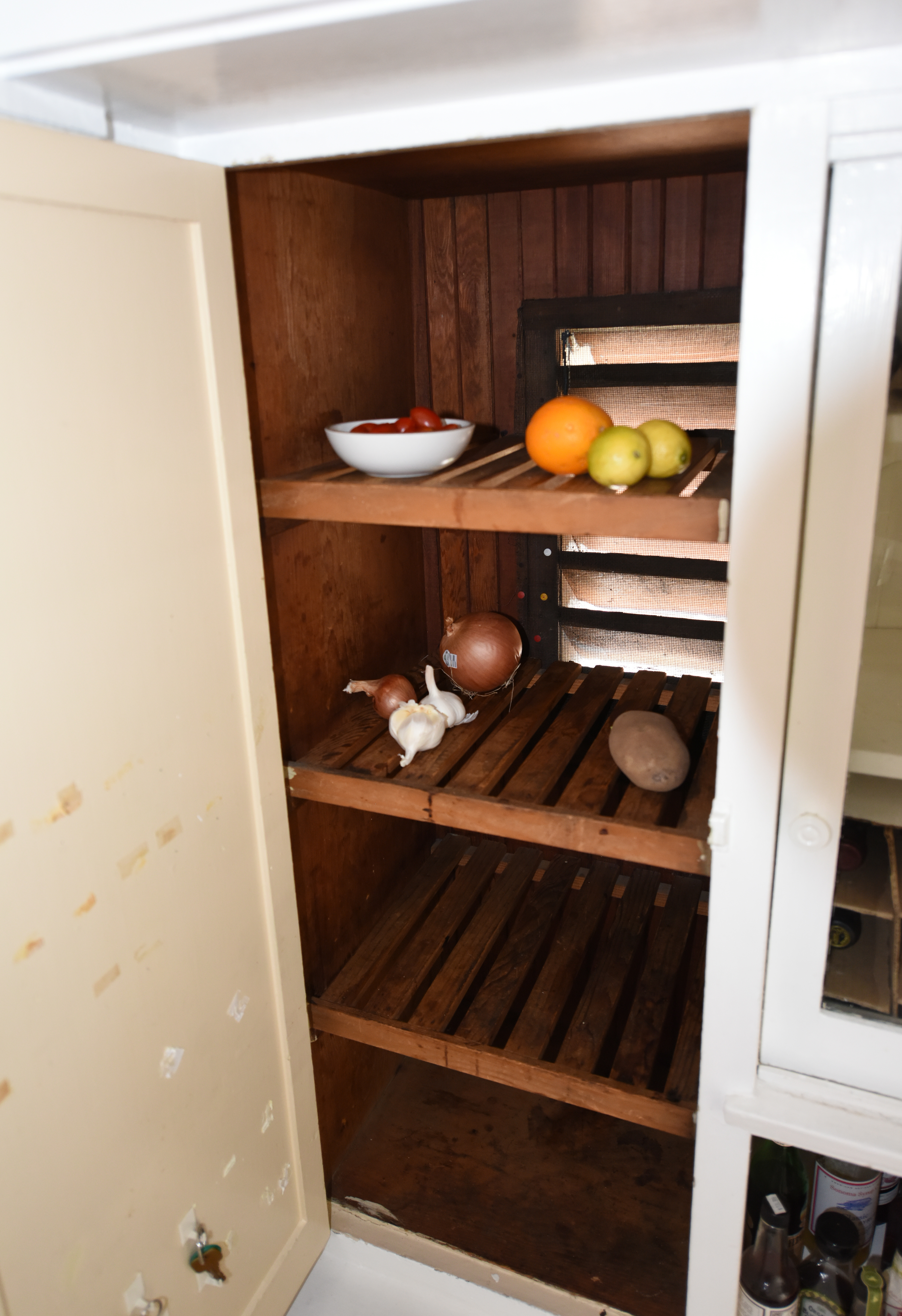
داخل مبرد كاليفورنيا مع الفواكه والخضروات على الرفوف.

مبرد كاليفورنيا ، المعروف أيضًا باسم خزانة التبريد ، هو نوع من الخزانات يستخدم للتخزين البارد للمواد الغذائية الشائعة في غرب الولايات المتحدة، في أواخر القرن التاسع عشر وأوائل القرن العشرين.

## أعمال بناء

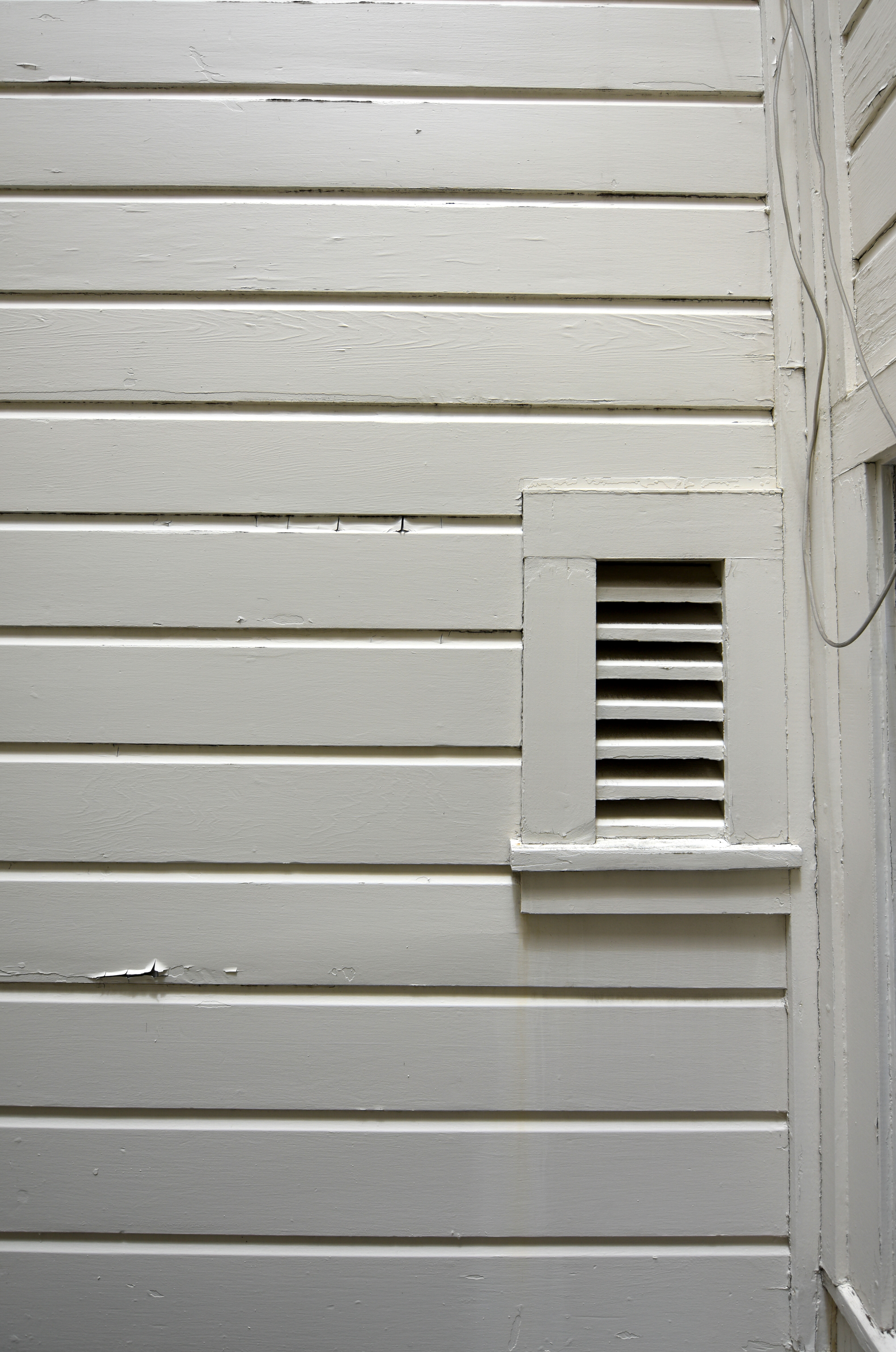
تنفيس خارجي لمبرد كاليفورنيا

تم تصميم مبرد كاليفورنيا ببساطة ك خزانة داخلية مع أرفف شرائحية أو مصقولة. تسمح الفتحات القريبة من الأعلى والأسفل للهواء الخارجي بالدوران بمبدأ الحمل الحراري الطبيعي. وينتج عن ذلك التبريد الحراري، الذي يحافظ على المواد الغذائية القابلة للتلف طازجة. يتم فصل الفتحات الخارجية من الخارج بواسطة شاشة، مما يمنع توغل الحشرات، وتغلق الشرائح المائلة إلى أسفل المطرrain .غالبًا ما تكون على الحائط بعيدًا عن الشمس، تميل إلى أن تكون بالقرب من مكان تحضير الطعام، كما هو الحال في المطبخ. من الممكن إجراء تعديلات للعمل في مناخات أكثر تغيرًا، مثل باب مصيدة لسحب الهواء بشكل انتقائي من قبو.

## الاستخدام
توجد هذه المبردات بشكل شائع في الساحل الغربي للولايات المتحدة لأنها تعمل بشكل جيد في المناخات المعتدلة. وهي شائعة في أكواخ الساحل الغربي. في مكان آخر في الولايات المتحدة، تم استخدام استراتيجيات أخرى للتخزين البارد للمواد الغذائية. تم استخدام الأقبية في الغرب الأوسط ، وكان اللاردون شائعًا على الساحل الشرقي.
توضع الفواكه والخضروات مباشرة على الرفوف الشرائحية لتشجيع تدفق الهواء حولها. يمكن تخزين اغراض مثل زجاجات الحليب ملفوفة بقطعة قماش مبللة. التبخر السريع للهواء المتحرك يمكن أن يبقي الحليب باردًا بما فيه الكفاية.
قبل الاستخدام الواسع للتبريد المنزلي، تم استخدام صناديق الثلج للتخزين البارد للمواد الغذائية. يمكن استخدام مبرد كاليفورنيا لتفريغ مساحة قيمة في صندوق الثلج عن طريق تخزين العناصر التي لا تتطلب الكثير من التبريد. حتى بعد تشغيل التبريد الكهربائي، استمر استخدامها لتوفير تخزين بارد إضافي. بعد ظهور مبردات مثل الفريون في ثلاثينيات القرن العشرين، تضاءلت مبردات كاليفورنيا، جنبًا إلى جنب مع صناديق الثلج، في شعبيتها.

## تكيفات معاصرة
على الرغم من الحفاظ على بعض مبردات كاليفورنيا، إلا أنها غالبًا ما تظل مع فتحات تهوية إلى الخارج مغلقة ويتم استخدامها كمخزن عام. قام العديد من المصممين العصريين بإزالة الخزانات بالكامل في أعمال التجديد، لكن البعض استبدل فتحات التهوية الخارجية بنوافذ لجلب الضوء إلى المنطقة، أو حتى يوفر أحيانًا فتحة لباب القطط